# نیک تسارولا
نیک تسارولا (انگلیسی: Nick Tsaroulla؛ زادهٔ ۲۹ مارس ۱۹۹۹) بازیکن فوتبال است.
وی همچنین در تیم ملی فوتبال زیر ۲۱ سال قبرس بازی کرده‌است.